# Phylacium
Phylacium es un género de plantas con flores con tres especies perteneciente a la familia Fabaceae.

## Especies
- Phylacium bracteosum
- Phylacium majus
- Phylacium scandens

- Datos: Q3310567
- Especies: Phylacium